# Sida pedersenii
Sida pedersenii är en malvaväxtart som beskrevs av Antonio Krapovickas. Sida pedersenii ingår i släktet sammetsmalvor, och familjen malvaväxter. Inga underarter finns listade i Catalogue of Life.